# Emirates Cup
De Emirates Cup is een tweedaags voetbaltoernooi, dat als voorbereiding op het nieuwe seizoen wordt gehouden in het Emirates Stadium, het stadion van Arsenal in Londen. Het toernooi is in grote lijnen gelijk aan het LG Amsterdam Tournament dat in de Johan Cruijff ArenA wordt georganiseerd.
Arsenal won de eerste editie van het toernooi in 2007 en won ook in 2009. Hamburger SV won in 2008.

## Toernooiopzet
Elk van de vier deelnemende teams speelt tegen twee van tevoren gekozen teams. Tegen één tegenstander wordt dus niet gespeeld. De puntentelling wijkt enigszins af van hetgeen gebruikelijk is. Voor een gewonnen wedstrijd ontvangt de club drie punten en voor een gelijk gespeelde wedstrijd één punt. Ieder doelpunt levert echter ook één punt op, dit om een zo attractief mogelijk toernooi mogelijk te maken. Door veel te scoren wordt de kans om het toernooi te winnen sterk vergroot.

## Beker
De winnaar van het toernooi ontvangt een zilveren beker die is ontworpen door Thomas Fattorini. Hij en zijn familie maken al bekers voor het Engelse voetbal sinds 1827. "We wilden een beker ontwerpen die anders is dan de bestaande maar waar een club trots op is om hem te bezitten", aldus Fattorini.

## Toernooi 2007
Het openingstoernooi vond op 28 en 29 juli 2007 plaats. Voor deze editie werden de Italiaanse landskampioen Internazionale, het Franse Paris Saint-Germain en het Spaanse Valencia uitgenodigd. In eerste instantie zou Hamburger SV worden uitgenodigd in plaats van Valencia, maar zij hadden Intertoto-verplichtingen. Het toernooi werd door ongeveer 110.000 fans bezocht en was daarmee een succes.

### Dag 1
|                     |             |         |                       |                                                                          |
| 28 juli, 2007 14:00 | Inter Milan | 0 – 2   | Valencia              | Emirates Stadium, Londen Toeschouwers: 55.106 Scheidsrechter: Alan Kelly |
| 28 juli, 2007 14:00 |             | Verslag | Gavilan 13' Villa 39' | Emirates Stadium, Londen Toeschouwers: 55.106 Scheidsrechter: Alan Kelly |

|                     |                          |         |                     |                                                                            |
| 28 juli, 2007 16:15 | Arsenal                  | 2 – 1   | Paris Saint-Germain | Emirates Stadium, Londen Toeschouwers: 55.106 Scheidsrechter: Peter Walton |
| 28 juli, 2007 16:15 | Flamini 45' Bendtner 70' | Verslag | Luyindula 80'       | Emirates Stadium, Londen Toeschouwers: 55.106 Scheidsrechter: Peter Walton |

### Dag 2
|                     |                                   |         |          |                                                                              |
| 29 juli, 2007 14:00 | Paris Saint-Germain               | 3 – 0   | Valencia | Emirates Stadium, Londen Toeschouwers: 59.821 Scheidsrechter: Andre Marriner |
| 29 juli, 2007 14:00 | Diane 15' N'Gog 30' Luyindula 85' | Verslag |          | Emirates Stadium, Londen Toeschouwers: 59.821 Scheidsrechter: Andre Marriner |

|                     |                         |         |             |                                                                           |
| 29 juli, 2007 16:15 | Arsenal                 | 2 – 1   | Inter Milan | Emirates Stadium, Londen Toeschouwers: 59.821 Scheidsrechter: Mark Halsey |
| 29 juli, 2007 16:15 | Hleb 67' Van Persie 85' | Verslag | Suazo 62'   | Emirates Stadium, Londen Toeschouwers: 59.821 Scheidsrechter: Mark Halsey |

### Eindstand
| Plaats | Team                | Punten | DV | DT | DS |
| ------ | ------------------- | ------ | -- | -- | -- |
| 1      | Arsenal             | 10     | 4  | 2  | 2  |
| 2      | Paris Saint-Germain | 7      | 4  | 2  | 2  |
| 3      | Valencia            | 5      | 2  | 3  | -1 |
| 4      | Inter Milan         | 1      | 1  | 4  | -3 |

### Topscorers
| Plaats | Naam             | Team                | Goals |
| ------ | ---------------- | ------------------- | ----- |
| 1      | Peguy Luyindula  | Paris Saint-Germain | 2     |
| 2      | Nicklas Bendtner | Arsenal             | 1     |
| 2      | Amara Diane      | Paris Saint-Germain | 1     |
| 2      | Mathieu Flamini  | Arsenal             | 1     |
| 2      | Jaime Gavilán    | Valencia            | 1     |
| 2      | Alexandr Hleb    | Arsenal             | 1     |
| 2      | David N'Gog      | Paris Saint-Germain | 1     |
| 2      | David Suazo      | Internazionale      | 1     |
| 2      | Robin van Persie | Arsenal             | 1     |
| 2      | David Villa      | Valencia            | 1     |

## Toernooi 2008
Na het succes van de eerste editie werd besloten om het toernooi nog zeker drie jaren te organiseren. Aan de tweede editie deden de Spaanse landskampioen Real Madrid, het Italiaanse Juventus en het Duitse Hamburger SV mee.

### Dag 1
|                        |                                |         |              |                                                     |
| 2 augustus, 2008 14:00 | Real Madrid                    | 2 – 1   | Hamburger SV | Emirates Stadium, Londen Scheidsrechter: Alan Kelly |
| 2 augustus, 2008 14:00 | Van Nistelrooij 25' Parejo 85' | Verslag | Zidan 53'    | Emirates Stadium, Londen Scheidsrechter: Alan Kelly |

|                        |         |         |               |                                                       |
| 2 augustus, 2008 16:15 | Arsenal | 0 – 1   | Juventus      | Emirates Stadium, Londen Scheidsrechter: Peter Walton |
| 2 augustus, 2008 16:15 |         | Verslag | Trezeguet 37' | Emirates Stadium, Londen Scheidsrechter: Peter Walton |

### Dag 2
|                        |          |         |                               |                                                    |
| 3 augustus, 2008 14:00 | Juventus | 0 – 3   | Hamburger SV                  | Emirates Stadium, Londen Scheidsrechter: Chris Foy |
| 3 augustus, 2008 14:00 |          | Verslag | Guerrero 19' Olić 90+1' 90+2' | Emirates Stadium, Londen Scheidsrechter: Chris Foy |

|                        |                     |         |             |                                                           |
| 3 augustus, 2008 16:15 | Arsenal             | 1 – 0   | Real Madrid | Emirates Stadium, Londen Scheidsrechter: Mark Clattenburg |
| 3 augustus, 2008 16:15 | Adebayor 49' (pen.) | Verslag |             | Emirates Stadium, Londen Scheidsrechter: Mark Clattenburg |

### Eindstand
| Plaats | Team         | Punten | DV | DT | DS |
| ------ | ------------ | ------ | -- | -- | -- |
| 1      | Hamburger SV | 7      | 4  | 2  | 2  |
| 2      | Real Madrid  | 5      | 2  | 2  | 0  |
| 3      | Arsenal      | 4      | 1  | 1  | 0  |
| 4      | Juventus     | 4      | 1  | 3  | -2 |

### Topscorers
| Plaats | Naam                 | Team         | Goals |
| ------ | -------------------- | ------------ | ----- |
| 1      | Ivica Olić           | Hamburger SV | 2     |
| 2      | Daniel Parejo Muñoz  | Real Madrid  | 1     |
| 2      | David Trezeguet      | Juventus     | 1     |
| 2      | Ruud van Nistelrooij | Real Madrid  | 1     |
| 2      | Mohamed Zidan        | Hamburger SV | 1     |
| 2      | José Paolo Guerrero  | Hamburger SV | 1     |
| 2      | Emmanuel Adebayor    | Arsenal      | 1     |

## Toernooi 2009
Tijdens de 2009 editie van de Emirates Cup werden de "Schoten op doel" (SOD) gebruikt om te beslissen wie er zou winnen wanneer twee of meer teams in punten, doelsaldo en gescoorde doelpunten gelijk zouden eindigen. Deze statistieken werden gekozen door Arsène Wenger en andere Arsenal functionarissen uit honderden suggesties ingestuurd door Arsenal fans.

### Dag 1
|                  |                 |        |                     |                                             |
| 1 augustus 14:00 | Glasgow Rangers | 1 – 0  | Paris Saint-Germain | Emirates Stadium Scheidsrechter: Alan Kelly |
| 1 augustus 14:00 | Bougherra 76'   | Report |                     | Emirates Stadium Scheidsrechter: Alan Kelly |

|                  |                  |        |                 |                                                                        |
| 1 augustus 16:15 | Arsenal          | 2 – 1  | Atlético Madrid | Emirates Stadium Toeschouwers: 54,224 Scheidsrechter: Mark Clattenburg |
| 1 augustus 16:15 | Arsjavin 86' 90' | Report | Pacheco 88'     | Emirates Stadium Toeschouwers: 54,224 Scheidsrechter: Mark Clattenburg |

### Dag 2
|                  |                     |        |                   |                                             |
| 2 augustus 14:00 | Paris Saint-Germain | 1 – 1  | Atlético Madrid   | Emirates Stadium Scheidsrechter: Alan Wiley |
| 2 augustus 14:00 | Giuly 71'           | Report | Agüero 41' (pen.) | Emirates Stadium Scheidsrechter: Alan Wiley |

|                  |                             |        |                 |                                                                 |
| 2 augustus 16:15 | Arsenal                     | 3 – 0  | Glasgow Rangers | Emirates Stadium Toeschouwers: 56,759 Scheidsrechter: Mike Dean |
| 2 augustus 16:15 | Wilshere 2' 72' Eduardo 10' | Report |                 | Emirates Stadium Toeschouwers: 56,759 Scheidsrechter: Mike Dean |

### Eindstand
| Plaats | Team                | Punten | DV | DT | DS | SOD |
| ------ | ------------------- | ------ | -- | -- | -- | --- |
| 1      | Arsenal             | 11     | 5  | 1  | 4  | 13  |
| 2      | Glasgow Rangers     | 4      | 1  | 3  | -2 | 7   |
| 3      | Atlético Madrid     | 3      | 2  | 3  | -1 | 11  |
| 4      | Paris Saint-Germain | 2      | 1  | 2  | -1 | 4   |

### Topscorers
| Plaats | Naam             | Team                | Goals |
| ------ | ---------------- | ------------------- | ----- |
| 1      | Andrej Arsjavin  | Arsenal             | 2     |
| 1      | Jack Wilshere    | Arsenal             | 2     |
| 2      | Madjid Bougherra | Glasgow Rangers     | 1     |
| 2      | Germán Pacheco   | Atlético Madrid     | 1     |
| 2      | Sergio Agüero    | Atlético Madrid     | 1     |
| 2      | Ludovic Giuly    | Paris Saint-Germain | 1     |
| 2      | Eduardo          | Arsenal             | 1     |

Arsenal's Jack Wilshere werd gekozen als Man van de Wedstrijd in beide wedstrijden van The Gunners. Andrej Arsjavin werd gekozen tot de Speler van het Toernooi.

## Toernooi 2010
Tijdens de 2010 editie van de Emirates Cup zou er worden geloot om te beslissen wie we zou winnen wanneer twee of meer teams in punten, doelsaldo en gescoorde doelpunten gelijk zouden eindigen. Dit werd bepaald door de organisatoren van de Emirates Cup.

### Dag 1
|               |                        |       |                        |                                                                          |
| 31 juli 14:00 | Celtic                 | 2 – 2 | Olympique Lyonnais     | Emirates Stadium, Londen Toeschouwers: 60.012 Scheidsrechter: Ryuji Sato |
| 31 juli 14:00 | Hooper 82' Samaras 90' |       | 28' Bastos 54' Novillo | Emirates Stadium, Londen Toeschouwers: 60.012 Scheidsrechter: Ryuji Sato |

|               |             |       |          |                                                                         |
| 31 juli 16:30 | Arsenal     | 1 – 1 | AC Milan | Emirates Stadium, Londen Toeschouwers: 60.012 Scheidsrechter: Chris Foy |
| 31 juli 16:30 | Chamakh 36' |       | 77' Pato | Emirates Stadium, Londen Toeschouwers: 60.012 Scheidsrechter: Chris Foy |

### Dag 2
|                  |               |       |                    |                                                                           |
| 1 augustus 14:00 | AC Milan      | 1 – 1 | Olympique Lyonnais | Emirates Stadium, Londen Toeschouwers: 60.127 Scheidsrechter: Minoru Tōjō |
| 1 augustus 14:00 | Borriello 55' |       | 80' Briand         | Emirates Stadium, Londen Toeschouwers: 60.127 Scheidsrechter: Minoru Tōjō |

|                  |                             |       |                     |                                                                              |
| 1 augustus 16:30 | Arsenal                     | 3 – 2 | Celtic              | Emirates Stadium, Londen Toeschouwers: 60.127 Scheidsrechter: Andre Marriner |
| 1 augustus 16:30 | Vela 3' Sagna 45' Nasri 51' |       | 72' Murphy 83' Sung | Emirates Stadium, Londen Toeschouwers: 60.127 Scheidsrechter: Andre Marriner |

### Eindstand
| № | Club           | WG | W | G | V | DV | DT | +/– | Pnt |
| - | -------------- | -- | - | - | - | -- | -- | --- | --- |
|   | Arsenal        | 2  | 1 | 1 | 0 | 4  | 3  | +1  | 8   |
| 2 | Olympique Lyon | 2  | 0 | 2 | 0 | 3  | 3  | 0   | 5   |
| 3 | Celtic         | 2  | 0 | 1 | 1 | 4  | 5  | –1  | 5   |
| 4 | AC Milan       | 2  | 0 | 2 | 0 | 2  | 2  | 0   | 4   |

## Toernooi 2011

### Dag 1
|               |                    |     |                     |                                                                      |
| 30 juli 14:00 | New York Red Bulls | 1-0 | Paris Saint-Germain | Emirates Stadium, Londen Toeschouwers: 54.488 Scheidsrechter: Ken Ng |
| 30 juli 14:00 | Lindpere 27'       |     |                     | Emirates Stadium, Londen Toeschouwers: 54.488 Scheidsrechter: Ken Ng |

|               |                                 |     |                       |                                                                               |
| 30 juli 16:20 | Arsenal                         | 2-2 | Boca Juniors          | Emirates Stadion, Londen Toeschouwers: 54.488 Scheidsrechter: Martin Atkinson |
| 30 juli 16:20 | Van Persie 29' Aaron Ramsey 46' |     | Viatri 68' Mouche 71' | Emirates Stadion, Londen Toeschouwers: 54.488 Scheidsrechter: Martin Atkinson |

### Dag 2
|               |                                 |     |              |                                                                                  |
| 31 juli 14:00 | Paris Saint-Germain             | 3-0 | Boca Juniors | Emirates Stadion, Londen Toeschouwers: 60.011 Scheidsrechter: Kristinn Jakobsson |
| 31 juli 14:00 | Maurice 8' Hoarau 38' Ceará 79' |     |              | Emirates Stadion, Londen Toeschouwers: 60.011 Scheidsrechter: Kristinn Jakobsson |

|               |                |     |                    |                                                                            |
| 31 juli 16:20 | Arsenal        | 1-1 | New York Red Bulls | Emirates Stadion, Londen Toeschouwers: 60.011 Scheidsrechter: Kevin Friend |
| 31 juli 16:20 | Van Persie 42' |     | Bartley 84 (e.d.)' | Emirates Stadion, Londen Toeschouwers: 60.011 Scheidsrechter: Kevin Friend |

### Eindstand
| № | Club                | WG | W | G | V | DV | DT | +/– | Pnt |
| - | ------------------- | -- | - | - | - | -- | -- | --- | --- |
|   | New York Red Bulls  | 2  | 1 | 1 | 0 | 2  | 1  | +1  | 4   |
| 2 | Paris Saint-Germain | 2  | 1 | 0 | 1 | 3  | 1  | +2  | 3   |
| 3 | Arsenal             | 2  | 0 | 2 | 0 | 3  | 3  | 0   | 2   |
| 4 | Boca Juniors        | 2  | 0 | 1 | 1 | 2  | 5  | -3  | 1   |

## Toernooi 2013
|                       |                        |     |       |                                                                              |
| 3 augustus 2013 14:00 | Galatasaray            | 1-0 | Porto | Emirates Stadion, Londen Toeschouwers: 59.554 Scheidsrechter: Andre Marriner |
| 3 augustus 2013 14:00 | Felipe Melo 71' (pen.) |     |       | Emirates Stadion, Londen Toeschouwers: 59.554 Scheidsrechter: Andre Marriner |

|                       |                          |     |                       |                                                                            |
| 3 augustus 2013 16:20 | Arsenal                  | 2-2 | Napoli                | Emirates Stadion, Londen Toeschouwers: 59.554 Scheidsrechter: Kevin Friend |
| 3 augustus 2013 16:20 | Giroud 72' Koscielny 86' |     | Insigne 7' Pandev 28' | Emirates Stadion, Londen Toeschouwers: 59.554 Scheidsrechter: Kevin Friend |

|                       |                   |     |                                                         |                                                                              |
| 4 augustus 2013 14:00 | Napoli            | 1-3 | Porto                                                   | Emirates Stadion, Londen Toeschouwers: 59.608 Scheidsrechter: Anthony Taylor |
| 4 augustus 2013 14:00 | Pandev 45' (pen.) |     | Nabil Ghilas 50' Federico Fernández 68 (e.d.)' Licá 78' | Emirates Stadion, Londen Toeschouwers: 59.608 Scheidsrechter: Anthony Taylor |

|                       |                  |     |                       |                                                                             |
| 4 augustus 2013 16:20 | Arsenal          | 1-2 | Galatasaray           | Emirates Stadion, Londen Toeschouwers: 59.608 Scheidsrechter: Jonathan Moss |
| 4 augustus 2013 16:20 | Theo Walcott 40' |     | Drogba 78' (pen.) 87' | Emirates Stadion, Londen Toeschouwers: 59.608 Scheidsrechter: Jonathan Moss |

### Eindstand
| № | Club        | WG | W | G | V | DV | DT | +/– | Pnt |
| - | ----------- | -- | - | - | - | -- | -- | --- | --- |
|   | Galatasaray | 2  | 2 | 0 | 0 | 3  | 1  | +2  | 9   |
| 2 | Porto       | 2  | 1 | 0 | 1 | 3  | 2  | +1  | 6   |
| 3 | Arsenal     | 2  | 0 | 1 | 1 | 3  | 4  | -1  | 4   |
| 4 | Napoli      | 2  | 0 | 1 | 1 | 3  | 5  | -2  | 4   |